# Torrecuso
Torrecuso là một đô thị ở tỉnh Benevento trong vùng Campania, có vị trí khoảng 50 km về phía đông bắc của Napoli và khoảng 10 km về phía tây bắc của Benevento. Tại thời điểm ngày 31 tháng 12 năm 2004, đô thị này có dân số 3.549 người và diện tích là 26,5 km².
Torrecuso giáp các đô thị: Benevento, Foglianise, Fragneto Monforte, Paupisi, Ponte, Vitulano.